# Megrez
Megrez eller Delta Ursae Majoris (δ UMa, δ Ursae Majoris) är en trippelstjärna i Karlavagnen belägen i mellersta delen stjärnbilden Stora björnen. Megrez är den ljussvagaste av de sju stjärnorna i Karlavagnen. Den har en skenbar magnitud på 3,31 och är synlig för blotta ögat. Baserat på parallaxmätning inom Hipparcosuppdraget på ca 55,8 mas, beräknas den befinna sig på ett avstånd på ca 58 ljusår (ca 18 parsek) från solen.

## Nomenklatur
Delta Ursae Majoris har det traditionella namnet Megrez / m ɛ ɡ r ɛ z / och det historiska namnet Kaffa. Megrez kommer från det arabiska : المغرز al -maghriz "basen av björns svans". Professor Paul Kunitzch har inte kunnat finna några ledtrådar om ursprunget till namnet Kaffa, som framkom i publikationen Atlas Coeli (Skalnate Pleso Atlas of the Heavens) av den tjeckiske astronomen Antonín Bečvář, 1951.

## Egenskaper
Megrez är en blå till vit stjärna i huvudserien av spektralklass A3 V. Den har massa som är ca 60 procent större än solens massa, en radie som är ca 1,4 gånger större än solens och utsänder från dess fotosfär ca 14 gånger mera energi än solen vid en effektiv temperatur av ca 9 500 K.
Megrez har ett överskott av infraröd strålning, vilket tyder på närvaro av en stoftskiva med en orbitalradie på 16 astronomiska enheter från stjärnan. Denna radie är ovanligt liten för skivans beräknade ålder, vilket kan förklaras av drag från Poynting-Robertson-effekten vilket gör att stoftet förflyttas i en spiral inåt.
Megrez är en trippelstjärna med följeslagarna Delta Ursae Majoris B och Delta Ursae Majoris C av 10:e respektive 11:e magnituden, båda separerade med 2 bågminuter från primärstjärnan.